# Josep Pin i Soler
Josep Pin i Soler   (Tarragona, 11 de maig de 1842 - Barcelona, 31 de gener de 1927) fou un prosista, traductor i dramaturg del moviment realista. Fill de Joan Pin i Gassó, músic i Teresa Soler i Goncé. Va estudiar magisteri a Tarragona i més tard es va traslladar a Madrid per cursar la carrera de Filosofia i Lletres, però va haver d'exiliar-se. La seva obra més coneguda és La família dels Garrigas.

## Biografia
Nascut l'11 de maig de 1842 a Tarragona, va estudiar-hi magisteri i més tard es va traslladar a Madrid per cursar la carrera de Filosofia i Lletres, però, havent participat en els avalots de la Nit de Sant Daniel (1865), va haver d'exiliar-se. A Marsella, la primera localitat en què es va instal·lar i on va fer d'arquitecte després de treballar en diversos oficis, va escriure els seus primers textos: «Quadros de costums marítimes», que va enviar al diari tarragoní La Prensa, i la seva primera novel·la, obra amb la qual inicià una trilogia que es publicà a Catalunya disset anys després, gràcies a Josep Yxart, quan tornà al país l'any 1887: La família dels Garrigas (1887), Jaume (1888) i Níobe (1889). Són els títols que l'han consagrat com a narrador. Alícia (que va ser premiada el 1921 pel Centre de Lectura de Reus) i el breu conte «Lo miracle del Tallat» (1898) completen la seva obra narrativa.

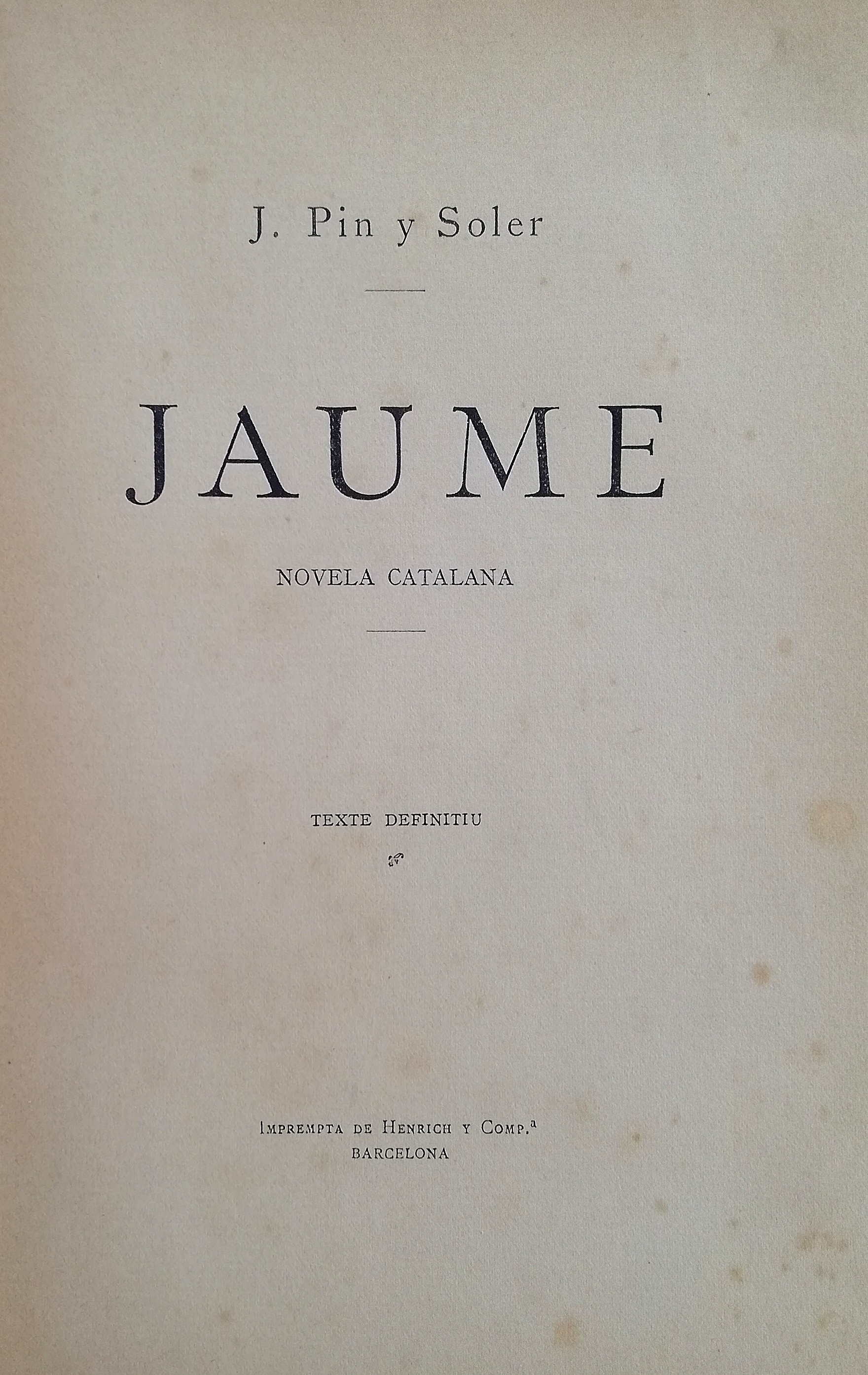
Jaume - Novel·la Catalana de Josep Pin i Soler. Novel·la de trenta nou capítols (quatre centes pàgines), acabada d'escriure l'any 1875

El 1899 es va instal·lar a Barcelona, on va treballar en l'administració de les indústries Güell. A partir del 1890 va començar a escriure teatre: Sogra i nora (1890), La viudeta (1891), La sirena (1891), La tia Tecleta (1892), La baronessa o bé Nau sense timó (1917) són els títols més celebrats, seguits per Alícia o bé paràsits (1921), Castell-Florit (1921) i encara el tríptic Poruga, Bibiana i Ariana abandonada, La pau reparada, L'enveja i afinitats. El seu teatre representa, fonamentalment, la incorporació al català de la comèdia burgesa, el drama històric i el drama rural. Va recollir les seves impressions de viatger a Vària I (1903), Vària II (1905) i Orient, Vària III (1906). Va publicar també Regles morals i de bona criança (1892), Problemes d'escacs (1899) i Libro de la patria (1923), on va exposar la seva actitud conservadora i espanyolista, que mantingué tota la vida malgrat l'aventura progressista de joventut. El 1913 va publicar al Diario de Reus una «Protesta contra les normes ortogràfiques».
Al final de la seva vida va dedicar una especial atenció a l'obra aliena. Va publicar un recull de Sonets d'uns i altres (1904, amb un extens pròleg sobre el sonet i la seva trajectòria en les literatures europees, i deu volums que va denominar Biblioteca d'Humanitats traduïts al català per ell: Elogi de la follia, Col·loquis i el Llibre de civilitat pueril d'Erasme de Rotterdam; la Utopia de Thomas More; Els llinatges de la noblesa d'Espanya d'A. Agustí; i El príncep i Comèdies i poemes de Maquiavel.
Va ingressar a l'Acadèmia de Bones Lletres de Barcelona (1912) i a la de la Llengua Catalana (1917) i va presidir els Jocs Florals de Barcelona el 1917. Pòstumament foren publicats els seus Comentaris sobre llibres i autors (1947), molt interessants per la llibertat de criteri i el coneixement directe i personal que suposen.

## Obres
Narrativa
- Vària. Barcelona: Llibreria Verdaguer, 1903. (Excursions, viatges, etcètera)
- Vària II. Barcelona: Llibreria Verdaguer, 1905.
- Orient. Vària III. Barcelona: Llibreria Verdaguer, 1906.
- De les terres mediterrànies [a cura de Maria Solà]. Barcelona: Edicions 62, 1966.
- Calaix de sastre: aplec de provatures literàries [a cura de Josep M. Domingo]. Tarragona: Inst. d'Estudis Tarraconenses Ramon Berenguer IV, 1992.
- Antologia tarragonina. Tarragona: Diputació Provincial de Tarragona, 1992.
- Menorca vista per Pin i Soler. Ciutadella: Nura, col. "Ahir i Avui, 2001.

Novel·la
- La família dels Garrigas. Barcelona: La Renaixença, 1887.
- Jaume. Barcelona: La Renaixença, 1888.
- Lo miracle del Tallat (llegenda). Fascicle
- Níobe. Barcelona: La Renaixença, 1889.
- Alícia. Barcelona: Il·lustració Catalana, 1923.

Teatre

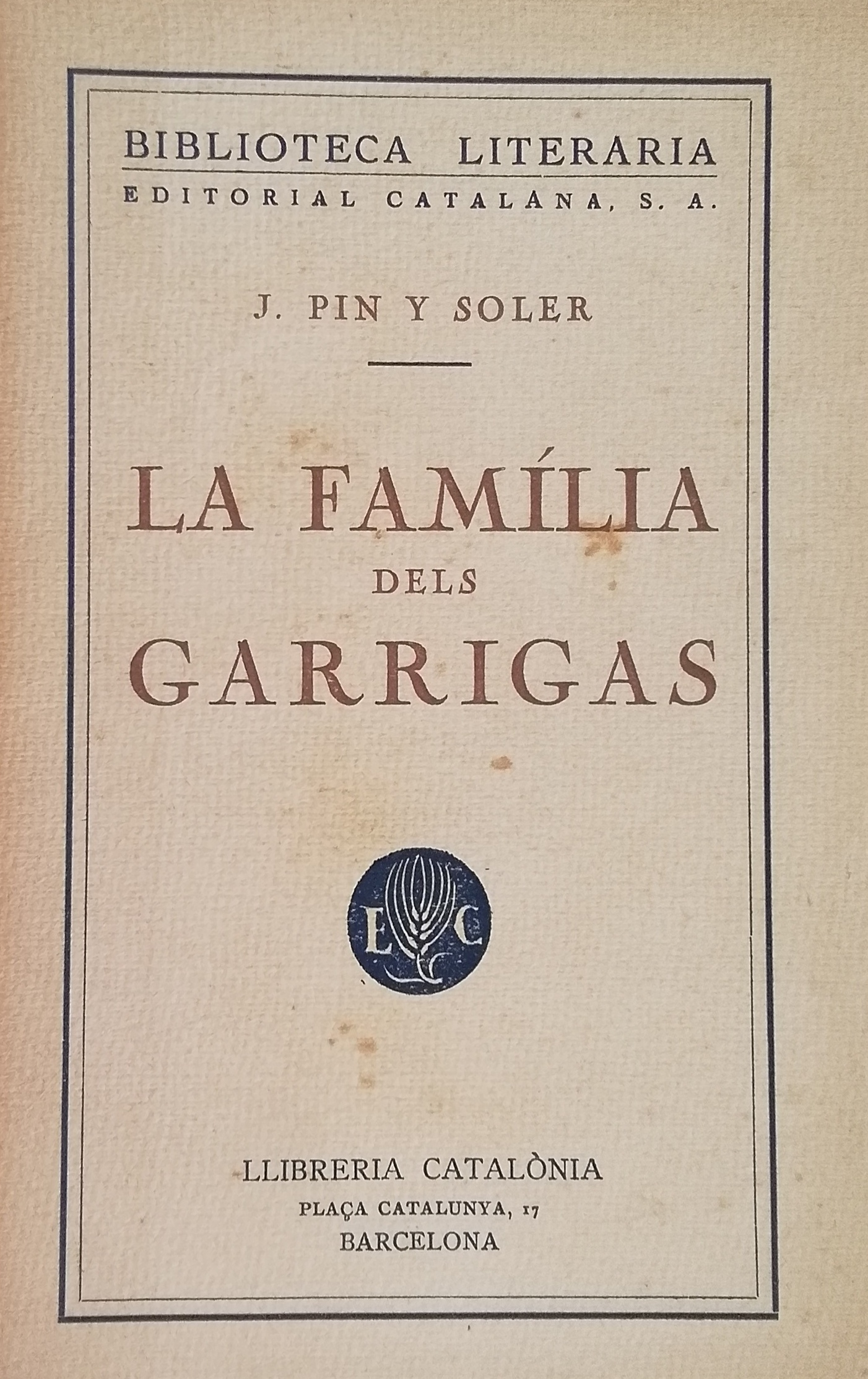
La família dels Garrigas, amb pròleg de Víctor Català, edició de l'any 1927 publicada per l'editorial Llibreria Catalònia

- Sogra i nora. Barcelona: Lluís Tasso, 1890. Comèdia en 3 actes
- La viudeta. Barcelona: L'Avenç, 1891. Comèdia en 3 actes
- La Sirena. Barcelona: Lluís Tasso, 1891. Drama en 5 actes
- La tia Tecleta o Una senyora ressentida. Barcelona: Lluís Tasso, 1892. Comèdia en 3 actes
- Poruga. Barcelona: Fidel Giró, 1907. Comèdia en un acte. Ariana abandonada (comèdia, 2n acte de Poruga). Bibiana (comèdia, 3r acte de Poruga)
- La baronessa o Nau sense timó. Barcelona: S. Babra, 1917.
- Alícia, o bé, Paràsits. Barcelona: Ibèrica, 1921.
- Castellflorit. Barcelona: Ibèrica, 1921.
- L'enveja. Barcelona: Inst. del Teatre de la Dip. de Barcelona/Edicions del Mall, 1985.

Crítica literària o assaig
- Sonets d'uns y altres (1 volum)

- Libro de la Patria: Coloquios sobre cosas y tierras de España. Barcelona: Cervantes, 1923.
- Comentaris sobre llibres i autors. Tarragona: Agrupació de Bibliòfils de Tarragona, 1947.

Altres
- Regles morals i de bona criança. Barcelona: N. Ramírez i Companyia, 1892.
- Problemes d'escacs. Barcelona: N. Ramírez i Companyia, 1899.
- Elogi de la Follia - Col·loquis d'Erasme - De Civilitat pueril (Traduccions d'Erasme de Rotterdam)
- Utopia (Traducció de Thomas Morus [Thomas More])
- Joan Lluís Vives: discurs llegit a la Real Academia de Buenas Letras de Barcelona. Barcelona: Impr. Casa de la caritat, 1914.
- Esborranys de Kildo. Tarragona: Inst. d'Estudis Tarraconenses Ramon Berenguer IV, 1994.

## Estudis sobre l'autor
- DD. AA.: Actes del Simposi Pin i Soler: Tarragona, 26-28 novembre 1992. Tarragona: Inst. Estudis Tarraconenses Ramón Berenguer IV, 1994.
- DOMINGO, Josep M.: Josep Pin i Soler i la novel·la, 1869-1892. El cicle dels Garriga. Barcelona: Curial/Abadia de Montserrat, 1996.
- ÁLVAREZ, Patrícia: Repercussió pública de Pin i Soler. Tarragona Internet, 2012.

## Reconeixements
- Des de 1942, el seu retrat, una pintura a l'oli signada per Rovira, figura a la Galeria de Tarragonins Il·lustres, a l'edifici del Palau Municipal.[cal citació]
- El nom del Premi Pin i Soler de narrativa, dels Premis Literaris Ciutat de Tarragona, li ret homenatge i reconeixement. Es va convocar per primera vegada l'any 1984, i des de l'any 1991 es convoca de forma ininterrompuda.[7]
- Entre 2001 i 2007, Arola editors va publicar la seva obra completa en dotze volums, un projecte que va ser seleccionat en una convocatòria d'ajuts a projectes culturals de l'ajuntament de Tarragona.[cal citació]
- Des de l'any 2014, compta amb una ruta literària impulsada per l'Associació de Professionals i Estudiosos en Llengua i Literatura Catalanes (APELLC).[8]
- Josep Pin i Soler figura al projecte Espais escrits.[6]
- La ciutat de Tarragona el recorda amb el nom d'un carrer.[cal citació]

## Curiositats
- La Vanguardia del 31 de desembre de 1892, anuncia que, en el suplement de cap d'any que regalarà l'endemà (1 de gener de 1893) hi haurà entre d'altres, el conte de J.Pin y Soler «Un cap d'any tragich».[cal citació]